# 荻原虎太郎
荻原 虎太郎（おぎわら こたろう、2002年8月13日 - ）は、日本のパラ競泳選手。千葉県千葉市出身。

## 人物・経歴
生まれつきあった右肩の軟骨肉腫を４歳で摘出したため右肩と右足に障害が残る。5歳からスイミングスクールに通い始める。千葉市立北貝塚小学校、千葉市立貝塚中学校、千葉明徳高等学校を経て順天堂大学スポーツ健康科学部。
2018年アジアパラ競技大会では、金メダルを含む4枚のメダルを獲得。
2021年、東京パラリンピックでは4種目に出場した。
同じく東京パラリンピックに出場した窪田幸太（日本体育大学）も同時期に水泳をはじめ、両者とも千葉ミラクルズSCに所属していた。